# Afromochtherus malawi
Afromochtherus malawi är en tvåvingeart som beskrevs av Jason Gilbert Hayden Londt 2002. Afromochtherus malawi ingår i släktet Afromochtherus och familjen rovflugor.
Artens utbredningsområde är Malawi. Inga underarter finns listade i Catalogue of Life.